# Erik Jansson
Erik Jansson (né le 17 mai 1907 à Sundborn et mort le 24 juillet 1993 à Uppsala) est un coureur cycliste sur piste et cycliste sur route suédois des années 1920.

## Biographie
En 1928, il termine 14e de la course sur route, ce qui lui permet de remporter la médaille de bronze au classement par équipes avec Georg Johnsson et Gösta Carlsson.

## Palmarès
- 1928
  -  Médaillé de bronze du classement par équipes aux Jeux olympiques d'Amsterdam (avec Georg Johnsson et Gösta Carlsson)